# امرزکان
امرزکان (به فرانسوی: Amerzgane) یک کومون در مراکش است که در استان ورززات واقع شده‌است. امرزکان ۷٬۵۹۳ نفر جمعیت دارد.